# Walter Bloch (Philosoph)
Walter Bloch (* 24. Mai 1943 in Solothurn) ist ein Schweizer Philologe, Philosoph und Schriftsteller.

## Leben
Walter Bloch ist der Sohn einer Heilpädagogin und eines Musikers. Nachdem er 1962 in Solothurn die Matura abgelegt hatte, studierte er Philosophie und Klassische Philologie an der Universität Zürich und an der Universität Wien. 1971 promovierte er mit einer Arbeit über Sallust an der Universität Zürich zum Doktor der Philosophie. Anschliessend unterrichtete er an einem Gymnasium die Fächer Latein und Philosophie. Nach mehreren Veröffentlichungen zu philosophischen Themen erschien 1993 sein erster Roman. Bloch lebt im solothurnischen Langendorf.

## Werke
- Bedeutungszusammenhänge und Bedeutungsverschiebungen als inhaltliche Stilmittel bei Sallust, Bern [u. a.] 1971
- Polarität. Ihre Bedeutung für die Philosophie der modernen Physik, Biologie und Psychologie. Duncker & Humblot. Berlin 1972
- Der Satz der Bestimmtheit. Schwabe, Basel 1981
- Ganz werden, Einführung in die Psychologie Jungs. Sphinx, Basel 1993
- Heinrich IV. Moser und seine Mütter, Ammann, Zürich 1993
- Willensfreiheit? Neue Argumente in einem alten Streit, Frankfurt am Main 2011
- Geheimnisse von Raum und Zeit. Synchronizität und Nichtlokalität. Amerang 2020